# Lumbricus rubellus
Lombric des marais
Espèce
Lumbricus rubellus, le Lombric des marais, est une espèce de vers de terre de la famille des Lumbricidae appartenant au groupe des épi-anéciques acidophiles des sols agricoles et forestiers. Il est présent sur l'ensemble de la planète.

## Description
Le Lombric des marais est un gros ver de terre de 6 à 13 cm de long qui pèse de 0,4 à 2,5 g. Il est coloré d'un rouge vineux foncé.

## Écologie
Lumbricus rubellus est une espèce épigée et anécique présente dans les sols forestiers de feuillus et de conifères ainsi que dans les terres arables et les sols prairiaux. Il préfère une teneur élevée en matière organique supérieure à 4 % et un pH très acide à neutre situé entre 3 et 7,7. Il tolère le gel et le compactage des sols,.

## Biologie
Cette espèce a un régime alimentaire saprophage, fait notamment de racines excédentaires ou en décomposition qu'elle trouve dans la rhizosphère. Elle présente une sexualité biparentale et montre, durant l'année, une période d'arrêt de développement nommée quiescence.

## Répartition
Il s'agit d'une espèce nomade d'origine paléarctique distribuée dans le monde entier. Elle est présente sur l'ensemble des pays européens.

## Systématique
L'espèce Lumbricus rubellus a été décrite en 1843 par le naturaliste allemand Werner Hoffmeister (d) (1819-1845),.

### Liste des sous-espèces
Selon World Register of Marine Species (23 décembre 2022) :
- Lumbricus rubellus castaneoides Bouché, 1972
- Lumbricus rubellus curtocaudatus Friend, 1892
- Lumbricus rubellus friendoides Bouché, 1972
- Lumbricus rubellus rubellus
- Lumbricus rubellus tristani Pickford, 1932

### Publication originale
- (de) Werner Hoffmeister, « Beitrag zur Kenntnis deutscher Landanneliden », Archiv für Naturgeschichte, Berlin, vol. 9, no 1,‎ 1843, p. 183-198 (ISSN 0365-6136, OCLC 1481989, lire en ligne).

## Galerie

Lumbricus rubellus, le Lombric des marais
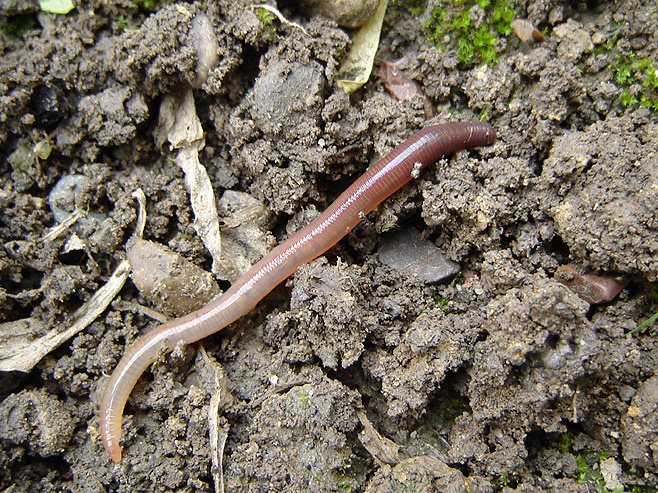
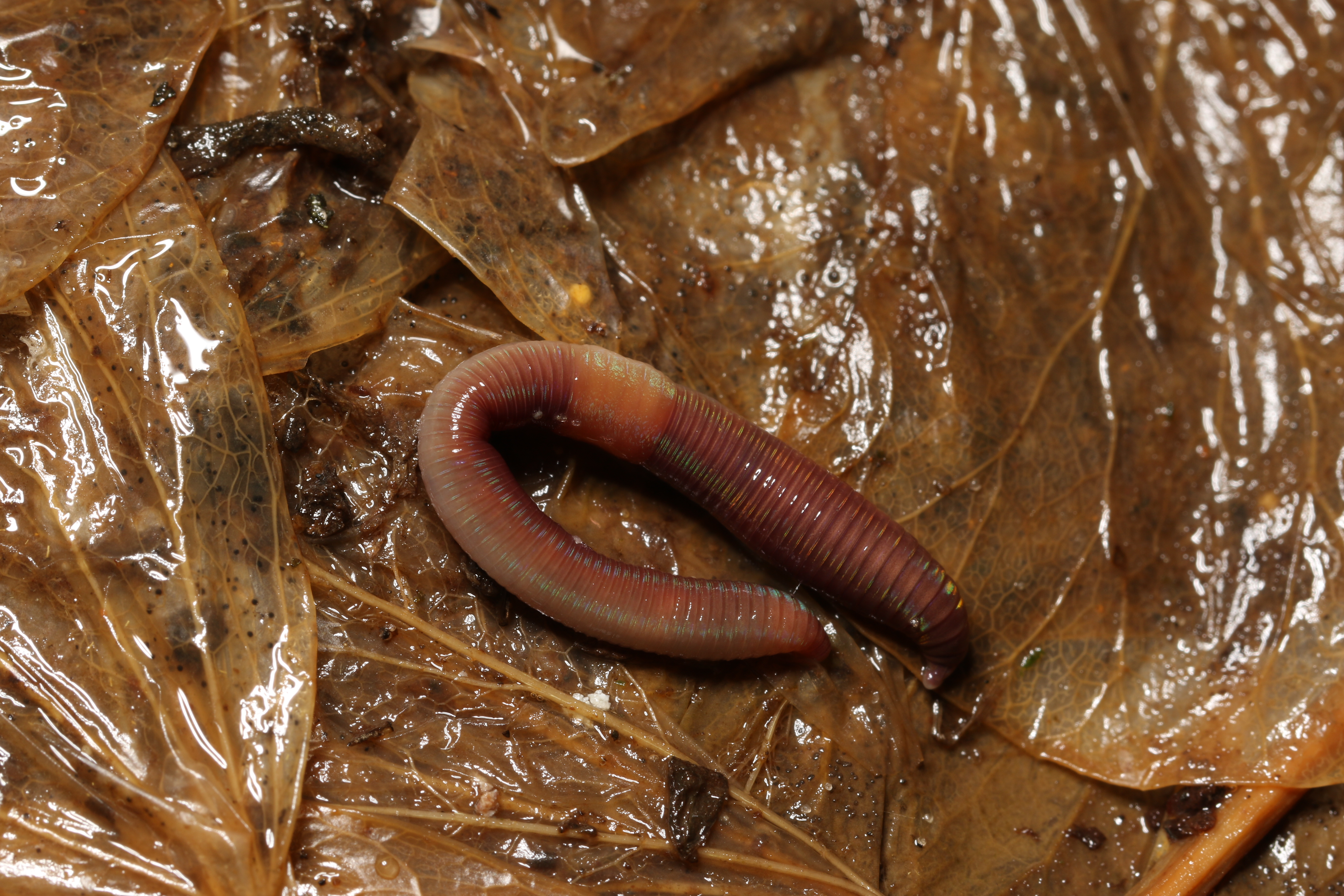
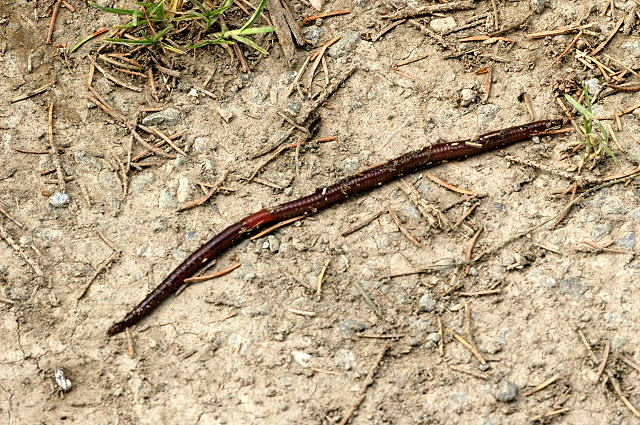
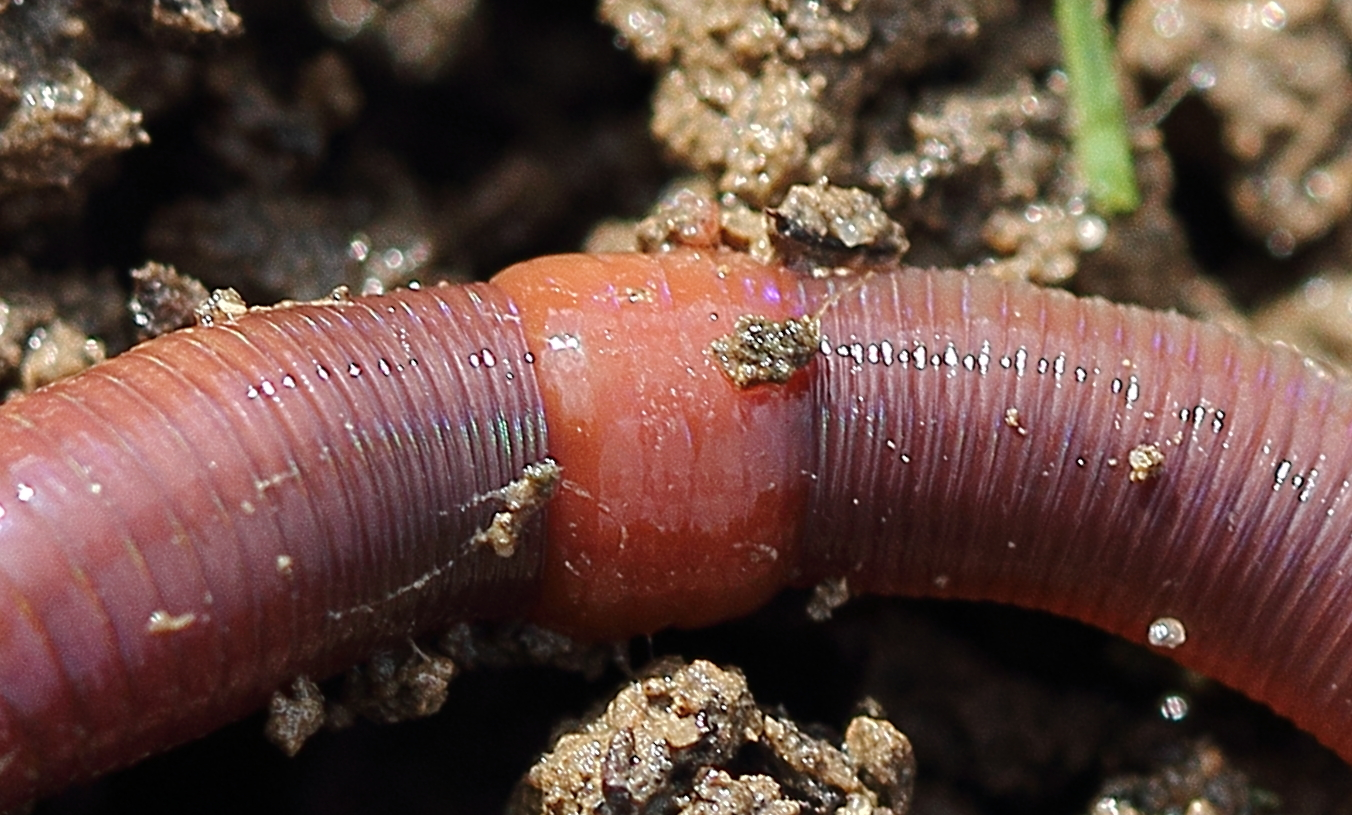
Bague d'accouplement nommée clitellum.
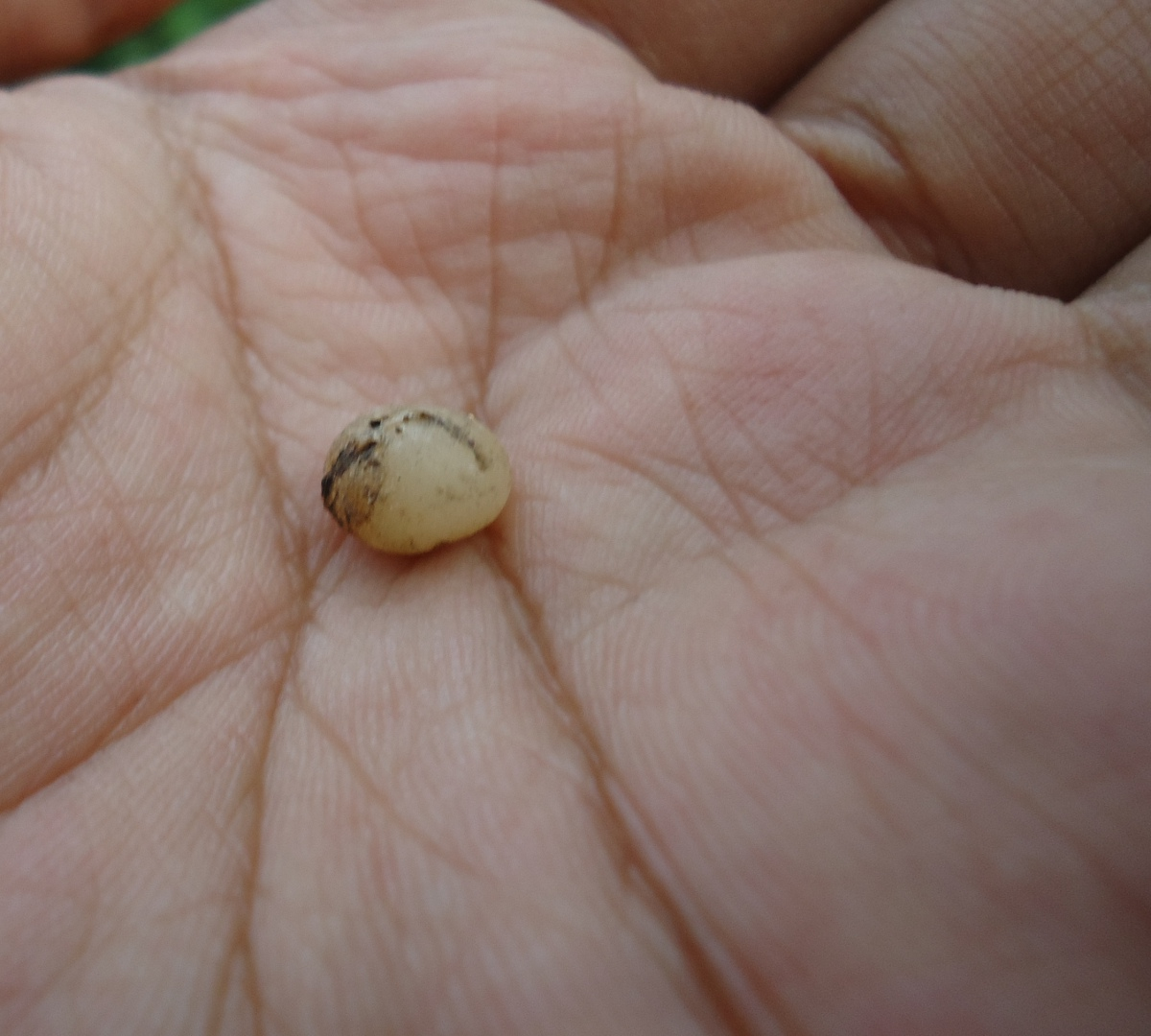
Cocon.